# Otín (Žďár nad Sázavou)
Otín é uma comuna checa localizada na região de Vysočina, distrito de Žďár nad Sázavou.